# Sivapithecus indicus
Sivapithecus indicus és un primat extint i possible antecessor als orangutans moderns.
S'ha trobat espècimens de Sivapithecus indicus, de fa uns 12,5 a 10,5 milions d'anys (Miocè), a Petwar plateau, al Pakistan, així com en algunes parts de l'Índia.
L'animal tenia una mida semblant a la d'un ximpanzé, però tenia la morfologia facial d'un orangutan; menjava fruita (detectat per la dentadura) i era probablement, en gram mesura, arborícola.